# فدریکو آگلیاردی
فدریکو آگلیاردی (ایتالیایی: Federico Agliardi؛ زادهٔ ۱۱ فوریهٔ ۱۹۸۳) بازیکن فوتبال اهل ایتالیا است.

## باشگاهی
از باشگاه‌هایی که در آن بازی کرده‌است می‌توان به باشگاه فوتبال کوزنتسا کالچو، باشگاه فوتبال بولونیا، باشگاه فوتبال برشا، باشگاه فوتبال پادوا، باشگاه فوتبال چزنا، و باشگاه فوتبال پالرمو اشاره کرد.

## تیم ملی
وی همچنین در تیم‌های ملی فوتبال زیر ۱۶ سال ایتالیا، زیر ۱۷ سال ایتالیا، زیر ۱۹ سال ایتالیا، و زیر ۲۱ سال ایتالیا بازی کرده‌است.